# 松島アキラ

1962年

松島 アキラ（まつしま あきら、1944年（昭和19年）7月5日 - ）は日本の歌手・タレント・俳優。蟹座、血液型B型。愛称は「スピッツ」。趣味はゴルフ、野球。

## 経歴
東京都中央区京橋出身。本名：松島重彦。
作曲家の渡久地政信にスカウトされ、1961年（昭和36年）9月5日、ビクターレコードから『湖愁』でデビュー。「第二の橋幸夫」として売り出され好調なスタートを切った。年末の日本レコード大賞では新人奨励賞を受賞。翌年、同曲は松竹より映画化され、瑳峨三智子、田村高廣らと共に本人も出演。
その後も、主に当時流行していた青春歌謡を歌い、『ひとり旅』『君恋いギター』『十代の河』などヒット曲は多数。
1961年（昭和36年）にTBS『7時に会いましょう』や、NTV『カンロ・カム・カムショウ』にレギュラー出演していたほか、『シャボン玉ホリデー』『私の秘密』『ジェスチャー』『ザ・ヒットパレード』などにも出演。
1962年（昭和37年）には日劇ウエスタンカーニバルにも出演し、浅草国際劇場や大阪・大劇、ハワイやロサンゼルスでも5日間公演のワンマンショウを行い、1962年12月31日、「第13回NHK紅白歌合戦」に『あゝ青春に花よ咲け』で初出場。
1966年（昭和41年）にはブラジル・サンパウロで日本人初の15日公演と、台湾で香港女優とのジョイント公演7日間公演を開催。
1971年（昭和46年）にはタイ王国・バンコクでサニーショトウ　ワンマン7日間公演、シンガポールのマルコ・ポーロのシアターレストランで3日間公演も開催した。
また、俳優・タレントとしても活躍しており、主な出演作品に、テレビ朝日『悪魔のような素敵なやつ』『アスファルトジャングル』に準レギュラー出演のほか、1964年（昭和39年）～1966年（昭和41年）にはテレビ朝日『鉄道公安官』『特別機動捜査隊』『廃墟の唇』など多数。
映画でも、『命、短かし恋せよ乙女』『湖愁』『歌う明星 青春がいっぱい』『十代の河』『泣くんじゃないぜ』などに出演する。
1998年（平成10年）2月1日には、25年ぶりとなるシングル『白い慕情』を発売した。
2008年（平成20年）7月、原宿クロコダイルで俳優の浜田光夫とジョイントライブを行った。
2009年（平成21年）3月10日-15日、博品館劇場で『銀座ACBへようこそ』に出演。
2010年（平成22年）10月27日、東京・五反田のゆうぽうとで開催された第37回日本歌手協会歌謡祭に五月みどり、ペギー葉山、雪村いづみらと共に出演した。
2011年（平成23年）のデビュー50周年には記念シングル『渚とギターとバーボンと』を発売。
2012年（平成24年）10月10日、東京・五反田のゆうぽうとで開催された「秋の歌謡フェスティバル」に出演。
2018年（平成30年）11月、第60回日本レコード大賞功労賞受賞。
2022年（令和4年）には、NHK連続テレビ小説・『カムカムエヴリバディ』にて、松島の『湖愁』が劇中歌として放送された。

## エピソード
御三家として知られる舟木一夫のデビューのきっかけを作ったのは、松島である。
舟木は高校2年生の頃、CBCテレビ『歌のチャンピオン』にて、松島の『湖愁』を披露。後日、同級生と一緒に、名古屋市内のジャズ喫茶にて開催された「松島アキラショー」を観覧しにやって来た。公演中、『湖愁』を一緒に歌う相手を松島が呼びかけたところ、客席の舟木は同級生から手首を掴まれ、挙手させられてしまった。舟木は松島と湖愁をデュエットし、その光景が当日、松島を取材していた『週刊明星』の記者の目に止まり、ホリプロの堀威夫へと伝言されたことにて、堀が舟木に興味を示したことから、舟木のデビューへとつながった。
2022年12月7日には、舟木の芸能デビュー60周年記念として、『湖愁』のカバーがシングルCD化された。

## ディスコグラフィー

### シングル
- 湖愁／半かけお月さん（1961年9月5日　VS-569）
- ひとり旅／ぬれた瞳（1961年11月20日　VS-602）
- 泣くんじゃないぜ／星影のテラス（1962年1月20日　VS-621）
- マドロス高校生／呼んでくれるな街灯り（1962年2月5日　VS-640）
- 君恋ギター／君が欲しいんだ（1962年3月5日　VS-660）
- 悲しいマドロス／初恋の街よさようなら（1962年4月5日）
- 東京オリンピック音頭（橋幸夫・市丸・神楽坂浮子・ビクター少年民謡会と）（1962年　SVS-21/VS-693）
- あゝ青春よ花に咲け／惜春（1962年6月5日　VS-708）
- 星は我が命／悲恋（1962年7月5日）
- 伊豆の旅／悲しみの並木道（1962年8月5日　VS-748）
- 十代の河／銀木犀の少女（1962年8月20日　VS-784）
- 星明り／あいうえお物語（1962年9月5日）
- 君は花より美しく／若き愁い（1962年10月5日）
- 夜の虹／花の渡り鳥（1962年11月5日）
- ひめゆり物語／涙の首飾り（1963年1月5日）
- 純愛の旅路／青春は空の彼方に（1963年2月5日　VS-909）
- 月夜の磯千鳥／妹よ（1963年3月5日）
- そのままそっとしておやり（1963年4月5日）
- 東京おどり（市丸、佐川ミツオ、多摩幸子他と）（1963年4月20日　MV-123）
- 東京オリンピック音頭（橋幸夫・市丸・神楽坂浮子・ビクター少年民謡会と）（1963年　VS-977）
- 悲恋湖／東京渡り鳥（1963年5月5日）
- 霧の中の口笛／俺は風、風のような男（1963年6月5日　VS-1007）
- 死なずにいてくれ／幸福は向うにある（1963年7月5日）
- さくら貝の歌（和田弘とマヒナ・スターズと）（1963年8月5日　VS-1059）
- いつも心に太陽を（1963年9月20日）
- 東京カップル（三沢あけみとデュエット）（1963年12月5日　VS-1133）
- ネ、ネ、ネ、（1963年12月）
- 美しき想い出（1963年10月5日）
- 希望の星（1964年2月5日）
- 遠い雲／病床日記（1964年6月）
- 樹氷（A面：三沢あけみ／砂丘の女）（1964年11月　SV-114）
- 赤い花びら飛んでゆく（いしだあゆみとデュエット）（1964年12月）
- 石狩の果てに（1965年2月）
- 僕のガールフレンド（1965年6月）
- 若い兵士の死（1965年11月）
- 男涙の地平線／星空の哀愁（1967年4月　SV-540）
- バラの小径／霧がはれたら（1968年8月）
- 東京の赤いバラ／叱りはしない（1969年4月）
- 涙の夕陽／初めての夜（1969年10月）
- 落葉の並木道／誰かがおしえた子守唄（1969年）
- たそがれに一人／アキよさよなら（1970年11月）
- 湖愁／半かけお月さん（ビクター・アンコール・シリーズ　SV-3009-M）
- 湖愁／哀愁の街に霧が降る(山田真二)  （1980年　ゴールデンベストシリーズ　SV-7507）
- 湖愁／あゝ青春よ花に咲け （ビクター永遠のEP盤ベスト・カップリング・シリーズ　SV-8550）
- さすらい／LOVELY NIGHT（1984年9月21日　7A0419）
- 悲しくないわ／赤坂午後11時(イレブン)（高山千里とデュエット）（1986年5月25日　7DR-11）

### CDシングル
- 湖愁／雨(三善英史)  （8cmCDシングル　VIDL-10432）
- 港・横浜・午前0時／月の彼方へ（CDシングル）
- 白い慕情／いまでも好きだよ（1998年2月1日）
- 過ぎた昭和に青春が／そばにおいで（2001年1月24日）
- オスカールンバ／愛の記憶（2007年7月4日　TJCH-15176）
- 渚とギターとバーボンと/Twist and 鮨(sushi)（2011年9月21日　FBCM-132）

### 10インチアルバム
- 松島アキラ傑作集（1962年　LV-242）
- 松島アキラ傑作集 第2集（1962年　LV-265）
- 松島アキラ傑作集 第3集（1962年　LV-280）
- 松島アキラ傑作集 第4集（1963年　LV-306）
- ゴールデン・ヒットソング集（1963年　LV-325）
- 松島アキラ　ステレオハイライト（1964年　SJV-6）

### 17cmコンパクト盤
- 再会～流行歌ステレオコンパクト盤（1963年　SVC-4）
- 流行歌名曲シリーズ・湖愁（1965年　SVC-227）

### CD/ベストアルバム
- BEST OF BEST 三田明/久保浩/松島アキラ（1994年10月26日　VICT-15030）
- 三大青春歌手ベストコレクション～松島アキラ/田辺靖雄/久保浩 （2012年8月16日　VFD-10143/通販限定CD-BOX）
- 湖愁 〜女心を唄う〜　（2014年2月26日　FBCX-1061）
- 日本の流行歌スターたち54 松島アキラ 湖愁～あゝ青春に花よ咲け　（2024年05月22日 VICL-65968）

## NHK紅白歌合戦出場歴
| 年度/放送回               | 曲目               | 対戦相手   |
| ------------------------- | ------------------ | ---------- |
| 1962年（昭和37年）/第13回 | あゝ青春に花よ咲け | 仲宗根美樹 |